# Список дипломатических миссий Афганистана

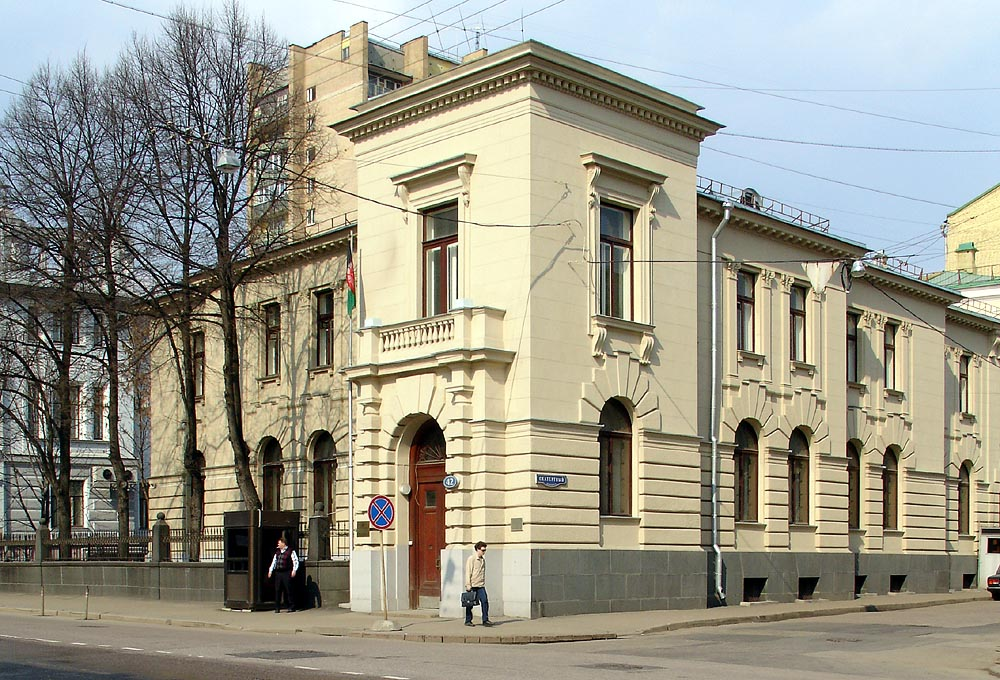
Посольство Афганистана в Москве.

Список дипломатических миссий Афганистана — после прихода к власти в Афганистане движения Талибан посольства этого государства находились лишь в трёх странах — в Пакистане, Саудовской Аравии и в ОАЭ. После террористической атаки 11 сентября 2001 года в Нью-Йорке Пакистан, Саудовская Аравия и ОАЭ закрыли эти миссии в своих странах. 

## Европа
- Австрия, Вена (посольство)
- Бельгия, Брюссель (посольство)
- Болгария, София (посольство)
- Чехия, Прага (посольство)
- Франция, Париж (посольство)
- Швеция, Стокгольм (посольство)
- Германия, Берлин (посольство)
  - Бонн (генеральное консульство)
- Италия, Рим (посольство)
- Нидерланды, Гаага (посольство)
- Норвегия, Осло (посольство)
- Польша, Варшава (посольство)
- Россия, Москва (посольство)
- Испания, Мадрид (посольство)
- Швейцария, Женева (консульство)
- Украина, Киев (посольство)
- Великобритания, Лондон (посольство)

## Америка
- Канада, Оттава (посольство)
  - Торонто (генеральное консульство)
- США, Вашингтон (посольство)
  - Лос-Анджелес (генеральное консульство)
  - Нью-Йорк (генеральное консульство)
  - ООН (представляет Республику Афганистан)

## Африка
- Египет, Каир (посольство)
- Ливия, Триполи (посольство)

## Азия
- Бангладеш, Дакка (посольство)
- Китай, Пекин (посольство)
- Индия, Нью-Дели (посольство)
  - Мумбай (генеральное консульство)
- Индонезия, Джакарта (посольство)
- Иран, Тегеран (посольство)
  - Мешхед (генеральное консульство)
  - Захедан (генеральное консульство)
- Ирак, Багдад (посольство)
- Япония, Токио (посольство)
- Южная Корея, Сеул (посольство)
- Казахстан, Астана (посольство)
- Кувейт, Эль-Кувейт (посольство)
- Кыргызстан, Бишкек (посольство)
- Малайзия, Куала-Лумпур (посольство)
- Оман, Маскат (посольство)
- Пакистан, Исламабад (посольство)
  - Карачи (генеральное консульство)
  - Пешавар (генеральное консульство)
  - Кветта (генеральное консульство)
- Катар, Доха (посольство)
- Саудовская Аравия, Эр-Рияд (посольство)
  - Джидда (генеральное консульство)
- Сирия, Дамаск (посольство)
- Таджикистан, Душанбе (посольство)
  - Хорог (генеральное консульство)
- Турция, Анкара (посольство)
  - Стамбул (генеральное консульство)
- Туркменистан, Ашхабад (посольство)
- ОАЭ, Абу-Даби (посольство)
  - Дубай (генеральное консульство)
- Узбекистан, Ташкент (посольство)
  - Термез (генеральное консульство)

## Океания
- Австралия, Канберра (посольство)

## Международные организации
- Брюссель (постоянное представительство при ЕС)
- Гаага (постоянное представительство при ОЗХО)
- Женева (постоянное представительство при ООН)
- Нью-Йорк (постоянное представительство при ООН)
- Париж (постоянное представительство при ЮНЕСКО)